# That's All She Wrote
Singles de T.I.
Get Back Up
(2010) F.A.M.E.
(2011)
Singles par Eminem
No Love
(2010) I Need a Doctor
(2011)
That's All She Wrote est une chanson du rappeur américain T.I. en collaboration avec Eminem, tirée de l'album No Mercy sorti en 2010. Écrite et composée par Eminem, T.I. et Dr Luke, produite par Dr Luke et Max Martin, elle constitue le second single extrait de No Mercy. La chanson est distribuée par Grand Hustle Records et Atlantic Records, les labels historiques de T.I.. La chanson s'est notamment classée en dix-huitième position au Billboard mais ne parvins pas à rencontrer le même succès que Whatever You Like, Live Your Life ou encore Dead and Gone en duo avec Justin Timberlake.

## Liste des pistes
Téléchargement
1. "That's All She Wrote" - 5:18

## Classement hebdomadaire
| Chart (2010)                                      | Peak position |
| ------------------------------------------------- | ------------- |
| Canada (Canadian Hot 100)                         | 46            |
| UK Singles (The Official Charts Company)          | 158           |
| US Billboard Hot 100                              | 18            |
| US Bubbling Under R&B/Hip-Hop Singles (Billboard) | 1             |